# أندرياس غرانكفيست

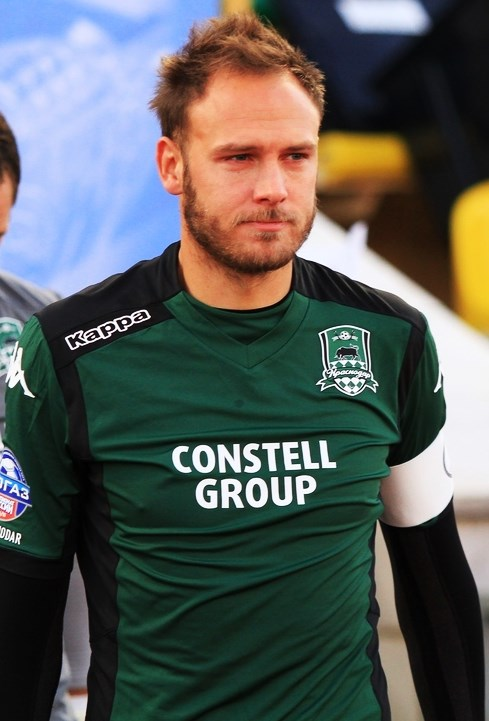

أندرياس غرانكفيست (بالسويدية: Andreas Granqvist)‏، من مواليد 16 أبريل 1985 في هلسنبورغ في السويد، لاعب كرة قدم سويدي.
يلعب مع نادي جنوى الإيطالي منذ عام 2011.
بدأ باللعب مع منتخب السويد لكرة القدم في عام 2008.

## روابط خارجية
- أندرياس غرانكفيست على موقع الاتحاد الدولي (مؤرشف)  (الإنجليزية)
- أندرياس غرانكفيست على موقع الاتحاد الأوربي (الإنجليزية)
- أندرياس غرانكفيست على موقع اتحاد السويد (السويدية)
- أندرياس غرانكفيست على موقع قاعدة بيانات كرة القدم.إي يو (الإنجليزية)
- أندرياس غرانكفيست على موقع ناشيونال فوتبول تيمز (الإنجليزية)
- أندرياس غرانكفيست على موقع Soccerbase.com (لاعب) (الإنجليزية)
- أندرياس غرانكفيست على موقع Soccerway.com (الإنجليزية)
- أندرياس غرانكفيست على موقع عالم كرة القدم.نت (الإنجليزية)
- أندرياس غرانكفيست على موقع كووورة
- أندرياس غرانكفيست على موقع AS.com (الإسبانية)